# 17e étape du Tour d'Italie 2009
Pour un article plus général, voir Tour d'Italie 2009.
La 17e étape du Tour d'Italie 2009, s'est déroulée le 27 mai 2009. Cette étape, longue de 83 km, reliait Chieti au Blockhaus. L'Italien Franco Pellizotti s'est imposé en solitaire dans le brouillard.
Le vainqueur Pellizotti est finalement déclassé, en raison de données anormales constatées sur son passeport biologique. Stefano Garzelli initialement deuxième, n'a pas récupéré difficilement la victoire d'étape.

## Classement de l'étape
|     | Franco Pellizotti | Liquigas                     | en | 2 h 21 min 06 s |
| 1.  | Stefano Garzelli  | Acqua & Sapone-Caffè Mokambo | +  | 42 s            |
|     | Danilo Di Luca    | LPR Brakes-Farnese Vini      |    | 43 s            |
| 4.  | Denis Menchov     | Rabobank                     |    | 48 s            |
| 5.  | Ivan Basso        | Liquigas                     |    | 57 s            |
| 6.  | Marzio Bruseghin  | Lampre-NGC                   |    | 1 min 54 s      |
| 7.  | Sylwester Szmyd   | Liquigas                     |    | 1 min 55 s      |
| 8.  | Michael Rogers    | Columbia-High Road           |    | 1 min 59 s      |
| 9.  | Carlos Sastre     | Cervélo TestTeam             |    | 1 min 59 s      |
| 10. | Lance Armstrong   | Astana                       |    | 1 min 59 s      |

## Classement général
| 1. | Denis Menchov     | Rabobank                     | en | 72 h 28 min 24 s |
|    | Danilo Di Luca    | LPR Brakes-Farnese Vini      | +  | 26 s             |
|    | Franco Pellizotti | Liquigas                     |    | 2 min 00 s       |
| 3. | Ivan Basso        | Liquigas                     |    | 3 min 28 s       |
| 4. | Carlos Sastre     | Cervélo TestTeam             |    | 3 min 30 s       |
| 5. | Levi Leipheimer   | Astana                       |    | 4 min 32 s       |
| 6. | Michael Rogers    | Columbia-High Road           |    | 7 min 05 s       |
| 7. | Stefano Garzelli  | Acqua & Sapone-Caffè Mokambo |    | 8 min 03 s       |
| 8. | Tadej Valjavec    | AG2R La Mondiale             |    | 9 min 58 s       |
| 9. | Marzio Bruseghin  | Lampre-NGC                   |    | 10 min 33 s      |

## Classements annexes
| Classement             | Coureur            | Total             |
| ---------------------- | ------------------ | ----------------- |
| Points                 | Danilo Di Luca     | 146 pts           |
| Montagne               | Stefano Garzelli   | 61 pts            |
| Sprints Intermédiaires | Giovanni Visconti  | 20 pts            |
| Équipe                 | Astana             | 217 h 06 min 10 s |
| Équipe par points      | Columbia-High Road | 355 pts           |
| Jeune                  | Kevin Seeldraeyers | 72 h 45 min 48 s  |
| Échappée               | Mauro Facci        | 418 km            |
| Combativité            | Stefano Garzelli   | 39 pts            |
| Azzurri d'Italia       | Danilo Di Luca     | 13 pts            |